# ASB1
ASB1 (англ. Ankyrin repeat and SOCS box containing 1) – білок, який кодується однойменним геном, розташованим у людей на короткому плечі 2-ї хромосоми.  Довжина поліпептидного ланцюга білка становить 335 амінокислот, а молекулярна маса — 37 014.
| 10         |  | 20         |  | 30         |  | 40         |  | 50         |
| ---------- |  | ---------- |  | ---------- |  | ---------- |  | ---------- |
| MAEGGSPDGR |  | AGPGSAGRNL |  | KEWLREQFCD |  | HPLEHCEDTR |  | LHDAAYVGDL |
| QTLRSLLQEE |  | SYRSRINEKS |  | VWCCGWLPCT |  | PLRIAATAGH |  | GSCVDFLIRK |
| GAEVDLVDVK |  | GQTALYVAVV |  | NGHLESTQIL |  | LEAGADPNGS |  | RHHRSTPVYH |
| ASRVGRADIL |  | KALIRYGADV |  | DVNHHLTPDV |  | QPRFSRRLTS |  | LVVCPLYISA |
| AYHNLQCFRL |  | LLLAGANPDF |  | NCNGPVNTQG |  | FYRGSPGCVM |  | DAVLRHGCEA |
| AFVSLLVEFG |  | ANLNLVKWES |  | LGPESRGRRK |  | VDPEALQVFK |  | EARSVPRTLL |
| CLCRVAVRRA |  | LGKHRLHLIP |  | SLPLPDPIKK |  | FLLHE      |  |            |

A: Аланін

C: Цистеїн

D: Аспарагінова кислота

E: Глутамінова кислота

F: Фенілаланін

G: Гліцин

H: Гістидин

I: Ізолейцин

K: Лізин

L: Лейцин

M: Метіонін

N: Аспарагін

P: Пролін

Q: Глутамін

R: Аргінін

S: Серин

T: Треонін

V: Валін

W: Триптофан

Кодований геном білок за функцією належить до білків розвитку. 
Задіяний у такому біологічному процесі як убіквітинування білків. 